# Беспалько, Иван Григорьевич
Иван Григорьевич Беспалько (1924, Межово, Красноярский край — 12 июля 2005, Карачев, Брянская область) — советский хозяйственный, государственный и политический деятель.

## Биография
Родился в 1924 году в селе Межово. Член КПСС.
До 1942 — тракторист Саянской МТС.
Участник Великой Отечественной войны, пулемётчик станкового пулемета 1-го номера, командир пулемётного взвода 4-й танковой дивизии 1-го Украинского фронта.
В 1946—1988 — колхозник колхоза «Культура», машинист локомобиля пенькозавода, тракторист МТС, звеньевой-механизатор колхоза «Родина» Карачевского района Брянской области.
Депутат Верховного Совета СССР 7-го созыва. Делегат XXIII съезда КПСС.
Умер в 2005 году в Карачеве.

## Награды
- Орден Октябрьской Революции
- Орден Отечественной войны II степени
- Орден Трудового Красного Знамени
- Орден Красной Звезды